# 漢南洞運転免許試験場
漢南洞自動車運転免許試験場（ハンナムどうじどうしゃうんてんめんきょしけんじょう）はソウル特別市龍山区にあったソウル特別市警察局の運転免許試験場である。江西運転免許試験場の開業に伴い1987年12月19日に閉鎖された。

## 施設概要
- 技能試験場

## 技能試験が可能な運転免許の種類
各運転免許の詳細については運転免許の区分を参照
1987年12月19日の閉鎖時点。
- 第一種特殊免許
- 第二種小型免許